# Tibellus aspersus
Tibellus aspersus es una especie de araña cangrejo del género Tibellus, familia Philodromidae. Fue descrita científicamente por Danilov en 1991.

## Distribución
Esta especie se encuentra en Rusia (Sur de Siberia, Lejano Oriente).